# MUSASHI -GUN道-
『MUSASHI -GUN道-』（ムサシ ガンどう）は、モンキー・パンチ原作の時代劇ガンアクションアニメ作品。2006年4月9日から10月29日（本編は10月8日）までBS-iで毎週日曜日9時30分 - 10時00分に放送された。全26話。また、BS-iではその他に総集編が4回分放送された。
タイトルロゴをそのまま読めば「GUN道MUSASHI」であるが、紹介メディアによって作品名表記が違っている。BS-i、ANIMAXの『MUSASHI』（ムサシ）、イーネットフロンティアの『GUN道 MUSASHI』（ガンどう ムサシ）、その他に『GUNDOH ムサシ』（ガンドー ムサシ）と表記されていることがあるが、本記事でも用いているGyaOの『MUSASHI -GUN道-』という表記が一般的である。
『ルパン三世』などの原作者のモンキー・パンチが、構想に12年の年月を費やしたという原作を基にしたアニメーション作品である。製作は、自身が役員を務めているACCプロダクション。
いわゆる作画崩壊や設定破綻によって話題を呼んでしまった作品でもある。

## 話題の背景
本作は幅広い年齢層を対象とした冒険活劇である。当時はBSデジタル放送の普及率が低く、番組の知名度は必ずしも高いものではなかった。広報活動がほとんど行われていないこともあり、同時期のアニメ放送本数が週60本近くもあるという飽和状態の中、放送開始すら知らない人がほとんどという状況で、シリーズはスタートする。
本作は、動画が大量に必要なアクションシーンが、チャンバラとガンアクションが複合された複雑なものになっている。しかしアニメーション作品の制作現場は慢性的に人材と予算が不足しており、これらの問題が画面上に顕著に表れてしまったことから、ほどなくして視聴者は作品の内容よりも作画崩壊と設定破綻に注目するようになった。
本作は動画、原画とも制作側が事前に取り決めた中国を中心とした海外発注であり、監督をはじめとする国内スタッフとは十分な打ち合わせが行えなかった。通常は1、2週間で仕上がりそこから手直しをしたり、それでも駄目な場合はビデオ編集作業に回すが、本作の制作環境では海外に受注した動画が監督の元に届けられるのがビデオ編集に入れる放送前日であり、劣悪な動画にも修正を行う時間的余裕が無く、そのまま放送する事態が続いた。監督の木下ゆうきは視聴者の反応について「最初は揶揄に怒ったが、最終的には視聴者の声に後押しされ、逃げ出そうと思うほどの環境下でも頑張れた」と述べている。また「本作における作画崩壊は他の現場で再発してもおかしくない。アニメ業界全体の本数が多すぎるのが根本的問題」と訴えている。また、DVD発売に際して「自分達の力を見損なわれないように可能な限りの修正をしたい」と語っていたが、結局は未修正版のみの発売となってしまった。

## あらすじ
現実世界とは異なり、豊臣幕府が天下を治める時代。成り行きで「アヤカシ」と呼ばれる魔物たちと戦うことになったムサシは、最強の拳銃「ガン鬼の銃」を手に、一癖も二癖もある仲間と壮大な旅を続けて行く。

## 登場人物

### ムサシと仲間達
ミヤモトムサシ
声 - 浪川大輔
二丁拳銃とアヤカシ用の特殊な弾丸、オンミョウダンでアヤカシと戦う少年。GUN道は我流だが、実力はかなりのものであり、非常に軽い身のこなしで相手を翻弄することを得意とする。城盗りが本業であり、今までに30の城を落としたらしい。銃で人を傷つけるのが嫌いなため、主に電気剣や眠り弾を使用している不殺主義者でもある。また、佐々木小次郎を非常に嫌っており、名前を聞くだけで怒り出す。一人称は「おいら」。かなりの食いしん坊で好物はひつまぶし。
ロウニン
声 - 堀川仁
念剣・メイレツを持つ、スキンヘッドの剣士。ムサシの相棒でお互いの信頼も厚いようだが、元々は敵同士だったらしい。口癖は相槌として用いる「だな!」。終盤では自分の口癖が仲間内で流行ってしまったのが気に入らなかったようで、新しく「あっそ!」という相槌を使い始めたが、仲間には不評だった。女好きの一面を覗かせたこともある。アフレコバージョンでは「ローニン」と表記されている。
ニンジャ太郎（ニンジャたろう）
声 - 小林ゆう
ムサシの子分である伊賀流忍者の少年。「忍者の中の忍者」を自称するが、ムサシからは「へっぽこ子分」と呼ばれているように忍者としての技量は高くない。「ニンジャ五郎」など、周囲（主にムサシやロウニン）から間違った名前で呼ばれてしまう。間違って呼ばれた名前をムキになって訂正するのが持ちネタだが、「ニンジャ868号」の名で呼ばれた場合は更に「ホームラーン!」と叫ぶ、王貞治の本塁打数を元ネタにした特別なリアクションを入れる。
実はヤシャとウラシマが分離した時に一緒に分離した猿飛佐助の未来の姿で、ヤシャとウラシマが一つになった時に再び一つになり消えた。
デスペラード
声 - 柳沢真由美
父の仇であるムサシの命を付け狙う、異国（イギリス）の美女。デコルテ部分を大きく開けた浴衣のような衣装にブーツという身なりをしている。3発同時に発射できるライフルに似た銃を使う。ムサシは自分が仇であることを否定しており、また彼女もムサシと共に行動するようになってからは敵討ちを忘れた模様。アフレコバージョンでは「デスグラード」「デススペラード」と表記されることも。
カグヤ
声 - 河原木志穂
豊臣秀吉の養女で大阪城の姫。相当の女傑であり、素手でアヤカシと空中戦で渡り合えるほどの実力を持ち、ムサシに「じゃじゃ馬姫」と呼ばれていた。リョウゲンの妻にしようとするアヤカシの集団に狙われている。「神通力」をもつと言われ、彼女の存在が「歴史」を変えたと言われている。
ダンジョウ
声 - 山野井仁
カグヤの付き人で、豊臣秀吉の家臣。特殊な剣術、オンミョウケンの使い手。関ヶ原の戦いでは西軍の斬り込み武将だった。
その見た目とは裏腹に意外と臆病である。しかし負けず嫌いで最初は強気でいるため、佐助からは「言葉に重みがない」と言われてしまう。
へっぽこだが、1話ではカグヤの護衛らしい活躍をし、ヤシャからそれなりに実力を認められた。
タクアン和尚
声 - 田中総一郎
大徳寺の和尚。GUN道を国中に広めた第一人者で、空中でも戦うことができる超絶的な技の使い手。佐々木小次郎との勝負に敗北し、その時の約束で現在はシバヅケ和尚を名乗っている。しかし、ほとんどの僧からはタクアン和尚と呼ばれ、自分でもタクアンと名乗っている。荼毘の字とは旧知の仲。左腕は義手だが、自由に動かせるため生活に支障はない。茶道もお手の物である。
必殺技は、GUN道奥義「ケンジャの舞」で、デスペラードに乗り移ったアヤカシを引き剥がす際に用いた。両腕を大きく振りかざしたのち、地団駄を踏むように両足で連続して大地を蹴り、「ガッダイ」「テッジョウ」と唱えながら逆手に握った拳銃の銃把で相手を撃つ。術者としての能力を封印していたタクアン和尚がこの技を使うと知った大徳寺の僧たちは、総じてこれを一大事と認識していた。
BS-i作品紹介ページにて「よぼよぼのじいさん」と表現されているが、体つきはとてもよい。ムサシ一行が寺から去って行った後にデスペラードにGUN鬼の銃用の3つの弾を託して旅に出た。
企画段階では織田信長の仮の姿となる予定だった。
猿飛佐助（さるとび さすけ）
声 - 小林ゆう
荼毘の字が飼っている忍者猿。その正体は真田十勇士のひとり猿飛佐助である。ヤシャの企みを知ったために、ヤシャによって猿に変化させられたのを、荼毘の字がお供としていた。その姿と声はニンジャ太郎と瓜二つで、ムサシはニンジャ太郎だと見間違えた。しかし、ニンジャ太郎とは違い、「天才忍者」と称される。
夢姫（ゆめひめ）
声 - 中村千絵
光鳥「ルコウ」を通じてムサシの動向を夢に見る、記憶をなくした少女。月の映像など、幻想的な世界を他人に見せることが出来る。彼女の特殊能力は幕府も重要視しており、とある城の座敷牢に小早川秀秋と共に幽閉されていた。カグヤの妹で異星からきた。地球で初めて視た地が阿蘇山だったため、地球が本物の地獄だと思ったらしい。カグヤの力が「闘うための力」なのに対し夢姫の力は「護るための力」。BS-i作品紹介ページでは「ユメ姫」と表記されている。
ウラシマ
声 - 五十嵐麗
封印魂から現れた陰陽師。封印魂を守る罠を作った張本人。ヤシャとの戦いで身体を奪われ精神のみの存在となっていた。しかし気の塊と協力し身体を取り戻しムサシ達に封印魂集めを促しながらテレポーテーションで封印魂のある場所まで送っている。アヤカシを統べる者、ヤシャが消えアヤカシやリョウゲン達に害がなくなったのに武田信玄を消滅させ、ムサシたちに封印魂を集めさせたり、カグヤや夢姫の歌う歌に過敏に反応するなど、その行動には謎が多い。
その正体はカグヤと夢姫の母親の月の巫女で、かつて豊臣秀吉に惚れてその力を利用されていた。そのため本来あるはずのないリボルバー拳銃が存在する。しかし本来ないはずの物を呼び寄せたために歴史が狂い、安倍晴明によって封印されていたアヤカシが復活し、またウラシマ自身も悪の心が芽生え、それがアヤカシと融合しヤシャが誕生した。封印魂に執着した理由は豊臣秀吉を復活させるため。最終回が近くなるにつれて奇妙な言動が目立つようになる。

### アヤカシ
阿倍晴明によって亜空間に封印されていたが、ある理由により千年の眠りから目覚め、この世界に発生し始めている妖怪。人間の数百倍の能力を持っていると言われる。容姿はアヤカシによって異なるが、主に紫色で目が緑色に光っている。ヤシャのような上位のアヤカシには通常の武器が通用しない。月の満ち欠けに強さが左右され、満月のときに最も強力な力が発揮でき、新月のときに最も弱体化する。
その存在は以前から認知されていたようであるが、GUN道には、アヤカシに対応する武器や弾丸は意外と少ない。ムサシが対アヤカシ用に使う「陰陽弾（漢字は推定）」は低級のアヤカシにしか効かず（ヤシャには効いた）、また、強力な効果を発揮する弾丸（エンカボウ弾など）は、事実上、タクアン和尚が封印していた魔銃「ガン鬼の銃」でなければ扱えないなど、使用できる人間が非常に限られている。
ヤシャ
声 - 五十嵐麗
アヤカシの首領。凄まじい妖術を使う。「表の歴史」を知っており、リョウゲンに力を貸している。劇中では「優男」と言われているが、女性声優による中性的な声とも相まって、その素性には謎が多い。実はウラシマから分離した姿で、かつて存在した本当のアヤカシを滅ぼし、新たなアヤカシを自分の部下にした。その後ウラシマが身体を取り戻し、再び一つとなることで事実上消滅した。エンディングでは度々「ヤシヤ」と誤記される。
リョウゲン
声 - 斎藤志郎
正体は徳川家康。ヤシャに「表の歴史」の話を教えられたことから豊臣幕府の転覆を狙い、アヤカシに魂を売り渡す。人の心を保つために、若い女性の「エキストラクト」が必要で、若い女性を城下から連れ去ってきては、「エキストラクト」を夜な夜な吸い取っている。「神通力」をもつと言われるカグヤ姫の力を狙い、妻にしようと目論んでいる。
ダジャレ好きで何かにつけて苦しいダジャレを連発し、荼毘の字にバカにされている。
イーネットフロンティアによる人物紹介では、徳川家康の説明に「徳川初代将軍」と書かれている。
ジジョウダ
第2話で大徳寺を襲ったアヤカシ。体型は大きく人間に近いが、頭に角が2 - 3本生えており、背中には半透明のコウモリのような翼がある。この翼を羽ばたかせて突風やかまいたちで攻撃したり、まぶしく光るバリアーで銃弾を弾いたりすることができる。眼が弱点で、タクアン和尚の大技「落ちながら戦う」の前に敗れた。
ガンダダーン
声 - 根本圭子
第3 - 5話でムサシやタクアン和尚達を苦しめた女王蜘蛛のアヤカシ。顔や体は人間のようだが蜘蛛のような脚を持ち、口からとても丈夫な魔糸を吐いて他の人間を操ることができる。元々は天国の蜘蛛がアヤカシになったものであり、アヤカシ用の武器が効かない。廓詞で話す。モデルは芥川龍之介の小説『蜘蛛の糸』より、罪人カンダタ（犍陀多）を極楽の地に導いた蜘蛛（の糸）。
アヤカシカラス
声 - 桐井大介
第8話でカグヤを襲ったアヤカシ。見た目は普通のカラスだが、大人と同じくらい大きい。「新月のときに最も弱体化する」という弱点を複数で行動することで補い、カグヤの大技「落ちながら戦う」に一羽落とされてしまったが、その隙を狙い、他のアヤカシカラスがカグヤを連れ去った。
アヤカシフクロウ
第12話で古城の天守閣での出来事を監視していたアヤカシ。ヤシャに見た事を伝えることができるヤシャの使い。見た目は普通のフクロウ。
アヤカシ武田信玄（アヤカシ たけだ しんげん）
声 - 西凛太朗
第13話でムサシ一行に襲い掛かったキメラアヤカシ。「人間の心のパッションを組み込むことでアヤカシはさらに強くなる」と荼毘の字に教えられたヤシャが、30年前に胃がんで死んだ武田信玄の魂を使って作り出した。その妖気は通常のアヤカシを軽く凌駕する。周辺の空間を変化させ、武田の旗を伴って出現したり、巨大な虎に変身、さらには、「戦国バトル亜空間」と呼ばれる亜空間を作り出し、引きずり込むことも出来る。信玄餅が好みのようで、ヤシャに用意させておくほどである。しかしその後、ヤシャと融合したウラシマの力で言葉を残すことなく消滅してしまう。
気の塊
声 - 赤城進
かつて存在した本当のアヤカシ。ヤシャに仲間を滅ぼされたためヤシャを憎んでいる。ヤシャを消すためにウラシマと協力した。
餓鬼魂（がきこん）
佐渡にある金の城にいた心を持たず、実体を持たず、無心で生あるもの全てを喰らい尽すバケモノ。無敵でかつてタクアン和尚に封印されていた。ムサシと別行動していたロウニン、デスペラード、ダンジョウ、ゴエモンと手に入れた封印魂を飲み込まれたため、ウラシマが呼び寄せた大蛇によって飲み込まれた。

### その他
荼毘の字（ダビのじ）
声 - 廣田行生
カラクリ屋の主人。ムサシにアヤカシ用の特殊な弾丸を売るなど、様々な援助をしているが、どんな緊迫した場面でも、金を取ることだけは忘れない。ある程度の英語を話すことが出来る。佐助という猿を飼っている。「荼毘の字」はニックネームで、本名はレオナルドダビンチ。モデルもレオナルド・ダ・ヴィンチであり、作中時間の100年ほど前に没しているが、ヤシャの力で生き返ったという経緯を持つ。最初はムサシに銃弾を売っていたが、ヤシャに頼まれ、猿飛佐助を元に戻す代わりにヤシャの元でラセツなどのカラクリを作ることになった。ヤシャ側に就いた当初はリョウゲンの馬鹿さにあきれていたが、ヤシャがいなくなって以降共に宴会をしたりリョウゲン用にカラクリを作るなどよい関係になっていった。最終話では、リョウゲンと未来で漫才コンビを組んでいた（それ以前に「ダビ&タヌキ」という名前で、漫才コンビを組んでいた）。
吉岡伝七郎（よしおか でんしちろう）
声 - 赤城進
兄・吉岡清十郎の仇をとろうと50人を超える一門を連れムサシに挑むが、一乗寺下り松にて敗れる。
師範
声 - 赤城進
大徳寺の師範。寺のNo.3と言われているが、ムサシには及ばなかった。
明智光秀（あけち みつひで）
声 - 桐井大介
ガン鬼の銃「ガン鬼の天」を手にしたために鬼となってしまった男。鬼にとりつかれたことによって本能寺の変を起こした。このとき荼毘の字に「ガン鬼の地」は月にあると言い残した。
石川ゴエモン（いしかわ ゴエモン）
声 - 赤城進
初代石川五右衛門の遺志を継ぐ2代目。とある城の中でムサシ一行に出会うが、ロウニンによってあっけなく倒される。24話にて突如、全くの別人としか思えない風貌で再登場する。
小早川秀秋（こばやかわ ひであき）
声 - 武藤正史
荼毘の字に「なかなかのハンサムボーイ」と評される青年。関ヶ原の戦いの功労者であるにもかかわらず、とある城の座敷牢に捕らえられ、そこで夢姫に出会う。
牢からぬけた後は豊臣幕府へ復讐するためGUN鬼の銃を欲するようになる。そこでGUN鬼の銃を持つムサシをおびき寄せるためカグヤと夢姫を誘拐し、真田幸村と城盗り勝負をするよう仕向ける。その城でムサシからGUN鬼の銃をぶん取るが、直後GUN鬼に取り付かれ復讐さえも忘れ暴走してしまう。その後GUN鬼の銃は再びムサシの手に戻るが、精神はGUN鬼に乗っ取られたままとなりヤシャに回収される（その後どうなったかは不明）。
なお、11話でGUN鬼の銃を手に入れた際に鬼の姿となったが（カグヤ達には普通の姿に見えたが影は鬼の姿となっていた）、総集編を挟んだ12話では元の姿に戻っている。
真田幸村（さなだ ゆきむら）
声 - 木下紗華
美人の武将。石田三成の命を受け、夢姫を大阪城へと連れて行こうとしたが、その途中で小早川秀秋に夢姫を連れ去られてしまう。史実では男性だが、この作品では女性になっている。
三好清海入道（みよし せいかいにゅうどう）
声 - 飯島肇
真田十勇士のひとり。金棒を振るう剛力の大男。エンディングのクレジットやイーネットフロンティアによるキャラクターの説明では、「三好晴 海入」「三好青海 入道」などと表記されている。
霧隠才蔵（きりがくれ さいぞう）
声 - 増田裕生
真田十勇士のひとり。痩躯の男。手裏剣を使う。
根津甚八（ねづ じんぱち）
声 - 赤城進
真田十勇士のひとり。髭の男。
豊臣秀頼（とよとみ ひでより）
声 - 笹島かほる
豊臣秀吉の息子。征夷大将軍であるが、まだ子供であるためか政治に興味が無く、西洋の絵筆で絵ばかり描いている。絵はダヴィンチに認められるほどの腕前のようだ。義姉であるカグヤのことを慕っている。
石田三成（いしだ みつなり）
声 - 赤城進
関ヶ原の戦いでの西軍総大将。政治に興味の無い秀頼のかわりを務めている。
徳川秀忠（とくがわ ひでただ）
声 - 木下尚紀
徳川家康の三男。アヤカシとなった父親の殺害をムサシに頼む。
ガン鬼（ガンき）
「ガン鬼の銃」に宿っている鬼。銃を手にした者を夢幻世界と呼ばれる別の世界に引きずり込み、使い手たる資格があるかを試す。
ラセツ
荼毘の字が作った最新のカラクリ。身体の中に封印魂を高い精度で探索できるレーダーを持つ。一つ目の封印魂を手に入れたムサシ達を苦しめた。
佐々木小次郎（ささき こじろう）
声 - 櫻井孝宏
ムサシの宿敵で、GUN道の達人。大徳寺で修行していた。長い刀と銃を持つ。男性声優が声を担当しているが、実は男装の女性であり、その容姿を武器にタクアン和尚にも勝利している。ムサシ同様城盗りを生業としておりムサシ曰く「男だと言いながら女であることを武器に城盗りをする卑怯者」。ムサシが好きでかねてよりムサシに求婚していた。
豊臣秀吉（とよとみひでよし）
豊臣秀頼の父で今は故人。カグヤと夢姫を表向きには養女としていたが、本当は実の親子である。カグヤと夢姫の母親の力を利用し、月にあったはずのGUN鬼の地や本来ないはずのリボルバー拳銃を手に入れるが、そのせいで歴史が狂う。封印魂の力で蘇り、無言のままムサシの持っていたGUN鬼の天を奪おうとする。ムサシは疲れを理由にあっさり渡すが手にする直前に溶けて灰になってしまった。

## GUN道（ガン道）
劇中ではリボルバー式拳銃が普及しており、銃を用いて戦う格闘術が「GUN道」として広まっている。ムサシやタクアン和尚、佐々木小次郎などが使用。片手に拳銃、片手に刀、というスタイルを基本とする。我流のムサシは2丁拳銃を使用するため「2丁拳銃のGUN道使い」と呼ばれる。扱う銃には特に決まりは無いようで、佐々木小次郎は物干し竿のように長い銃を使っていたと回想されている。
発祥の地や創始者は不明。日本国内ではタクアン和尚が全国に広めたとされ、彼が和尚を務める京都の大徳寺では、多数の修行者が日々精進を行なっている。
流派を問われたムサシが「しいて言や、オイラ流かな」（＝我流）と答えるやり取りがあることから、複数の流派が存在することが分かる。しかし具体的な流派については、作品中では明言されていない。

## その他用語・武器解説
ガン鬼の銃
「ガン鬼の天」「ガン鬼の地」という2丁で1組のリボルバー拳銃。GUN道を究めたものしか手に取ることができず、資格無き者が手にすれば鬼になると言われている。この銃を手に取ったことで、それまでに何人ものGUN道使いが命を落とした。ガン鬼の銃には鬼が宿っており、精神力が弱ければ鬼に体をのっとられてしまう。たとえ鬼に打ち勝ったとしても、2丁とも手に入れなければ、いずれ鬼に体を乗っ取られてしまう（頭が爆発するという説もある）。また、鬼と化した人間をムサシは変貌した姿で、夢姫とカグヤはその姿ではなく、角の生えている影で判断したこと、そして鬼と化した明智光秀に関する回想で光秀の姿が変貌せず、影が変形していたことから、ガン鬼の銃を持たない者には鬼と化している人間も普通の人間のようにしか見えないと推測される。
ガン鬼の銃で撃った弾は通常の100倍の威力で敵を倒し、またいかなる弾であろうと撃つことが出来る。さらにはガン鬼の銃を手にした者の潜在能力を10倍から100倍にまで高めることが出来る。天下無敵天下最強の伝説の銃である。
「ガン鬼の地」が見つかっていないため、タクアン和尚は自身の義手の中に「ガン鬼の天」を封印していたが、ガンダダーンを倒すために封印を解き、ムサシに託した。
「ガン鬼の地」は月にあると言われていたが、カグヤたちの母が月から持ってきており、秀吉の死体の手に握られていた。
ちなみに、銃弾の反動による空中移動も可能。
陰陽弾（おんみょうだん）
ムサシが荼毘の字から買ったアヤカシ用の弾丸。
エンカボウダン
ガンダダーンを倒すため、荼毘の字がムサシに売りつけた装填するだけで何度でも使うことが出来る不思議な銃弾。火炎放射器のように銃口から連続して炎を打ち放つ。引き金を引いている間は炎を出し続けるようだが、通常の銃で撃った場合は威力が10分の1まで下がり、銃本体が熱に耐えられず溶けてしまう。これは、ガン鬼の銃のような丈夫な銃を使うことで回避できる。引き金を断続的に引くことは炎弾モードと呼ばれ、火球を飛ばすことが出来る。
ゲキショウダン
新たな三つの弾丸のうちの一つ。22話で使用した。
ゲキショウハダン
ゲキショウダンの改良型と思われる。小次郎に大ダメージを与えた。
眠り弾（ねむりだま）
ムサシが荼毘の字から買った弾丸。撃った相手を殺すことはなく、1時間ほど眠らせる。見た目は普通の銃弾と全く変わらない。
電気剣
ムサシが荼毘の字から買った刀。斬った相手を殺すことはなく、気絶させる。
陰陽剣（おんみょうけん）
ダンジョウが使用する剣術。手首から日本刀の刀身の先までを赤いオーラで包み込む。通常の武器では傷つかなかったヤシャの服を切り裂いた。
念剣・メイレツ（ねんけん・メイレツ）
ロウニンが使用するアヤカシの骨で鍛えられた刀。近くにアヤカシがいると反応し、赤いオーラで包み込まれる。ダンジョウのオンミョウケンと同じく、ヤシャを傷つけることができた。赤いオーラは持ち主のロウニンの意思によって自由自在に発生させる事が出来る。
念剣波動（ねんけんはどう）
メイレツから赤いオーラを飛ばして敵に叩き付ける技。敵を吹き飛ばすことも可能である。
白虎電雷（びゃっこでんらい）
メイレツに雷をまとわせる技。
ダンパセン
ロウニンがムサシ用に手に入れたらしい。防御に使ったり、補助武器として使ったり、投げて使ったりと使い道が広い。
封印魂（ふういんこん、ふういんだましい）
第13話の予告ナレーションでは「ふういんだましい」と呼ばれているが、劇中では「ふういんこん」と呼称されている。
遥か昔に陰陽師達がアヤカシ封じのために作ったと言われる、7つ集めることで、アヤカシを封じることが出来ると言われる秘宝。当初は巻物の形をしていたが、2つ目以降は勾玉のデザインに変更された。
日本中に散らばっていて、それぞれウラシマが作ったアヤカシ避けの結界やトラップなどに守られている。
1つ目の封印魂は、現在の本栖湖の位置にあたる湖に水没した城の中に隠されていた。
退魔刀・ゲッカ
カグヤの持っている対アヤカシ用の短刀。
エキストラクト
アヤカシとなったリョウゲンが人の心と美容を保つために、必要となるエネルギーのようなもの。主に若い女性から吸い取る。リョウゲンにエキストラクトを吸われた女性は、まるで老婆のようなしわが体中に出来る。
伊賀忍法・木の葉隠れ
ニンジャ太郎がデスペラードにせがまれて見せた忍術。風を巻き起こし、自身の体を木の葉で完全に覆い隠す。ただし、隠れた場所が人型に盛り上がっており、完全に隠れているとは言いにくく、デスペラードの不興をかった。

## MUSASHI世界の歴史
この歴史は、作中では「裏の歴史」と呼ばれ、1597年以降は「表の歴史」と呼ばれる史実とは大きく異なる。
- 1500年代初期 レオナルド・ダ・ヴィンチ死亡
- 1573年 武田信玄死亡
- 1582年 明智光秀が本能寺の変を起こす。光秀と織田信長死亡。
- 1597年 - 慶長の役で豊臣軍が勝利。朝鮮出兵に反対していた徳川家康はこの頃から力を失っていく。
- 1600年7月 石田三成挙兵。アヤカシが千年の眠りから目覚める。
- 1600年9月 関ヶ原の戦いが起こる。小早川秀秋の活躍により西軍が勝利。
- 豊臣秀頼が征夷大将軍になる。
- 大阪に豊臣幕府が開かれる。
- 1603年 家康がヤシャと出会う。
- 江戸がアヤカシの手に落ちる。
- 1604年 荼毘の字のカラクリ屋に忍び込んでいた猿飛佐助がヤシャに猿の姿にされる。
- 1605年 一乗寺下り松の決闘（第1話）。

## スタッフ
- 原作 - モンキー・パンチ
- 監督 - 木下ゆうき
- キャラクターデザイン - 須田正巳
- チーフシナリオライター - 酒井直行
- 美術監督 - 中原英統
- 音響監督 - 高桑一
- 音響制作 - 平田哲、明瀬礼洋（ダックスプロダクション）
- 音楽監督 - 石黒典生
- 劇中音楽 - 小池敦、杉本善徳
- 編集 - 西山茂（リアル・ティ）
- 制作統括プロデューサー - 菅谷信行
- 制作（第1話では製作と表記） - ACCプロダクション制作スタジオ
- 製作 - 「MUSASHI」製作委員会（ACCプロダクション、イーネットフロンティア）

## 主題歌
オープニングテーマ
「GHOST BUSTERZ」（1 - 14話）
歌 - ULTRA BRAiN
「Glitter」（15話 - ）
歌 - Phantasmagoria
エンディングテーマ
「STYLE」（1 - 14話）
歌 - Kimeru
「艶色の光」（15話 - ）
歌 - 青山愛(野本愛)

## 各話リスト
前述の通り、各方面への予告と放送時のタイトル・あらすじが一致しない時がある。各種メディア向け発表はBS-iをはじめとする作品紹介ページや、アニメ雑誌向けに公表されていたものである。
| 話数       | 本放送           | 各種メディア向け発表         | 次回予告                   |
| ---------- | ---------------- | ---------------------------- | -------------------------- |
| 第1話      | GUN道 MUSASHI    | GUNDOH ムサシ                | GUN道                      |
| 第2話      | GUN道            | ガン道                       | タクアン和尚               |
| 第3話      | タクアン和尚     | （同左）                     | ガン鬼の銃                 |
| 第4話      | ガン鬼の銃       | （同左）                     | 鬼の道                     |
| 第5話      | 鬼の道           | （同左）                     | 牢獄と夢と                 |
| 第6話      | 牢獄と夢と       | （同左）                     | ガン鬼の地                 |
| 第7話      | ガン鬼の地       | （同左）                     | 戦乱の世、再び             |
| 第8話      | 兆し             | 戦乱の世、再び               | 月の巫女                   |
| 第9話      | 月の巫女         | 夢姫                         | 真田十勇士                 |
| 第10話     | 真田十勇士       | （同左）                     | 城取り勝負                 |
| 第11話     | 城盗り勝負       | （同左）                     | 猿飛佐助                   |
| 総集編     | 総集編 地の巻    | 総集編                       | （無し）                   |
| 第12話     | 猿飛佐助         | （同左）                     | 封印魂（ふういんだましい） |
| 第13話     | 封印魂           | （同左）                     | 水没した城                 |
| 第14話     | 水没した城       | （同左）                     | あの女、再び               |
| 第15話     | あの女、再び     | （同左）                     | 過去を撃て!                |
| 第16話     | 過去を撃て!      | （同左）                     | 謎の陰陽師                 |
| 第17話     | 謎の陰陽師       | （同左）                     | ウラシマとヤシャ           |
| 第18話     | ウラシマとヤシャ | （同左）                     | 池と鐘乳洞                 |
| 第19話     | 池と鐘乳洞       | 血の宴                       | アヤカシ抹殺               |
| 第20話     | アヤカシ抹殺     | （同左）                     | 相討ち                     |
| 第21話     | 相討ち           | （同左）                     | 休息の日                   |
| 第22話     | 休息の日         | （同左）                     | ラセツの最期               |
| 第23話     | ラセツの最期     | （同左）                     | 金の城                     |
| 第24話     | 金の城           | （同左）                     | 破滅                       |
| 第25話     | 破滅             | （同左）                     | 恋                         |
| 第26話     | 恋               | （同左）                     | 総集編1 地の巻             |
| 総集編1    | 地の巻           | （ギルステインの予定だった） | 総集編2 天の巻             |
| 総集編2    | 天の巻           |                              | 総集完結編                 |
| 総集完結編 | 総集完結編       |                              |                            |

### 各話スタッフリスト
| 話数 | サブタイトル     | 脚本     | コンテ              | 演出         | 作画監督          | 放送日  |
| ---- | ---------------- | -------- | ------------------- | ------------ | ----------------- | ------- |
| 1    | GUN道 MUSASHI    | 酒井直行 | 木下ゆうき          | 木下ゆうき   | 木下ゆうき        | 4月9日  |
| 2    | GUN道            | 酒井直行 | 福富博              | 国立宏       | 木下ゆうき 倲偉文 | 4月16日 |
| 3    | タクアン和尚     | 酒井直行 | 福富博              | 深大寺ワタル | 陳龍 倲偉文       | 4月23日 |
| 4    | ガン鬼の銃       | 酒井直行 | 勝間田具治          | 深大寺ワタル | 陳龍              | 4月30日 |
| 5    | 鬼の道           | 酒井直行 | 福富博              | 深大寺ワタル | 陳龍 倲偉文       | 5月7日  |
| 6    | 牢獄と夢と       | 酒井直行 | 木下ゆうき          | 木下ゆうき   | 木下ゆうき        | 5月14日 |
| 7    | ガン鬼の地       | 酒井直行 | 福富博              | 秋津稔       | 白南烈            | 5月21日 |
| 8    | 兆し             | 酒井直行 | 勝間田具治          | 深大寺ワタル | 白南烈 姜致根     | 5月28日 |
| 9    | 月の巫女         | 酒井直行 | 福富博              | 秋津稔       | 木下ゆうき        | 6月4日  |
| 10   | 真田十勇士       | 酒井直行 | 渡部英雄            | 国立秀雄     | 倲偉文            | 6月11日 |
| 11   | 城盗り勝負       | 酒井直行 | 勝間田具治          | 深大寺ワタル | 姜致根            | 6月18日 |
| 12   | 猿飛佐助         | 酒井直行 | 福冨博              | 深大寺ワタル | 姜致根            | 6月25日 |
| 13   | 封印魂           | 酒井直行 | 渡部英雄 木下ゆうき | 深大寺ワタル | 姜致根            | 7月9日  |
| 14   | 水没した城       | 酒井直行 | 勝間田具治          | 秋津稔       | 姜致根            | 7月16日 |
| 15   | あの女、再び     | 酒井直行 | 福富博              | 国立秀雄     | 姜致根            | 7月23日 |
| 16   | 過去を撃て!      | 酒井直行 | 勝間田具治          | 国立秀雄     | 姜致根            | 7月30日 |
| 17   | 謎の陰陽師       | 酒井直行 | 福富博              | 秋津稔       | 姜致根            | 8月6日  |
| 18   | ウラシマとヤシャ | 酒井直行 | 渡部英雄 木下ゆうき | 秋津稔       | 姜致根            | 8月13日 |
| 19   | 池と鐘乳洞       | 酒井直行 | 福富博              | 国立秀雄     | 姜致根            | 8月20日 |
| 20   | アヤカシ抹殺     | 酒井直行 | 勝間田具治          | 秋津稔       | 姜致根            | 8月27日 |
| 21   | 相討ち           | 酒井直行 | 福富博              | 秋津稔       | 姜致根            | 9月3日  |
| 22   | 休息の日         | 酒井直行 | 勝間田具治          | 国立秀雄     | 姜致根            | 9月10日 |
| 23   | ラセツの最期     | 酒井直行 | 福富博              | 秋津稔       | 姜致根            | 9月17日 |
| 24   | 金の城           | 酒井直行 | 木下ゆうき          | 木下ゆうき   | 姜致根            | 9月24日 |
| 25   | 破滅             | 酒井直行 | 勝間田具治          | 国立秀雄     | 姜致根            | 10月1日 |
| 26   | 恋               | 酒井直行 | 福富博              | 秋津稔       | 姜致根            | 10月8日 |

## 放送局
- BS-i（BSデジタル放送）毎週日曜9時30分-10時00分 ※放送終了
- GyaO（インターネットテレビ）毎週土曜12時頃に1話毎更新 ※2006年12月30日から再放送。2話毎更新。
- ANIMAX（CS放送）毎週木曜23時00分-23時30分、（木）28時00分-28時30分、（金）14時30分-15時00分 ※修正版での放映
- フレッツ・スクウェア（NTT東日本フレッツユーザー向け・インターネットテレビ）毎週月曜日更新 ※サービス終了

※なお、BS-iでは放送終了後に総集編を3回にわたって放送（当初は同じくACCプロダクション制作の「ギルステイン」が放送予定とされていたが急遽差し替えとなった）

## 関連商品
- 放送オリジナルバージョンDVD-BOX（2006年7月7日発売。1話-8話収録。初回限定生産・5枚組。）
  - 発売まで2週間を切った6月下旬、突如通販サイトに情報がアップされた。収録映像は放送版そのままで作画修正の跡は無く、黒塗りのBOXに大きく「封印」とデザインされるなど、自虐的な装丁が目立つ。
  - 収録フォーマットの不可思議さ（本編がレターボックス、特典映像ディスクがスクイーズ。画質を考えれば、普通は本編と特典の収録形態は逆）や、チャプター未設定、ブックレット無し、パッケージのあらすじがBS-iのサイトに掲載された「間違ったまま」のものだったりしている。
  - 特典映像ディスク「アフレコバージョン」には、音声収録の際に使用された1 - 3話の映像（収録時に未完成だった部分には、原画や絵コンテを流用）を収録。本編ディスクでカットされたヤシャのアイキャッチも収められている。
  - なお、DVD化されたのはこの商品のみで、9話目以降は日本国内では商品化されていない。
- MUSASHIBOX（仮）
  - 再び突如幾つかの通販サイトに情報が載り、「2007年5月16日発売予定」とされていたが、4月下旬に製作メーカーから発売中止が発表された。
- オリジナル・サウンドトラック
  - 2006年9月20日発売予定だったが、発売中止。
- フランス語版DVD
  - フランスのアニメソフト販売会社のKAZEがフランス語版DVD（音声は日本語）をDVD2枚組の3セットでリリース。第1セットは2008年4月23日に発売された。第2セットは6月4日、第3セットは7月9日に発売された。唯一、全話が収録されたDVDである。